# Míšov
Míšov är en ort i Tjeckien.   Den ligger i regionen Plzeň, i den centrala delen av landet, 70 km sydväst om huvudstaden Prag. Míšov ligger 629 meter över havet och antalet invånare är 113.
Terrängen runt Míšov är kuperad österut, men västerut är den platt. Terrängen runt Míšov sluttar västerut.Runt Míšov är det ganska glesbefolkat, med 34 invånare per kvadratkilometer. Närmaste större samhälle är Rokycany, 16,7 km nordväst om Míšov. I omgivningarna runt Míšov växer i huvudsak barrskog.